# .eg
.eg (Arabisch: .مصر (.miṣr)) is het achtervoegsel van Egyptische domeinnamen, op 30 november 1990 ingevoerd. .eg-domeinnamen worden uitgegeven door Egyptian Universities Network, dat verantwoordelijk is voor het top level domain 'eg'.

## Secondleveldomeinen
Er zijn elf secondleveldomeinen. Inschrijvingen zijn mogelijk op het tweede niveau (direct onder .eg) of op het derde niveau onder deze namen.
- .com.eg: Commerciële sites.
- .edu.eg: Educatieve sites.
- .eun.eg: Egyptische Universiteiten Network.
- .gov.eg: Bestuurlijke sites.
- .info.eg: Informatieve sector.
- .mil.eg: Militaire sites.
- .name.eg: Persoonlijke "naam" websites.
- .net.eg: Networking.
- .org.eg: Egyptische organisaties.
- .sci.eg: Wetenschappelijke sites.
- .tv.eg: Visuele media.